# Ivar Thomsen
Ivar Thomsen, född den 12 oktober 1900 i Göteborg, död den 26 januari 1970 i Askim, var en svensk företagsledare. Han var son till direktör Harald Thomsen och Stina Axelson. 
Ivar Thomsen var 1925-1938 anställd vid Svenska Tändsticks Aktiebolaget i Indien och var även svensk konsul i Rangoon 1935-1938. Han var sedan verkställande direktör i Tändsticksbolagets dotterbolag Deutsche Unionbank i Berlin 1939-1947 samt arbetade med marknadsundersökningar i Etiopien 1948-1950. Thomsen återvände därefter till Sverige och en tjänst som verkställande direktör för Linoleum AB Forshaga 1950-1965 samt var från sistnämnda år styrelseordförande för samma företag. Han var även styrelseordförande för Victoria linoleumfabrik i Oslo från 1957 och för Linoleum-kompaniet i samma stad från 1964. Han hade även åtskilliga styrelseuppdrag i andra såväl svenska som utländska bolag. 
Thomsen gifte sig 1928 med Alma Louise Kock (1898-1976) från Tyskland, dotter till Hermann Kock och Minna Schröder. De fick barnen Karin (född 1931) och Bertil (född 1932).